# حد هايفليك
حد هايفليك أو ظاهرة هايفليك هو عدد المرات التي تقوم فيه الخلية البشرية العادية بالانقسام حتى يتوقف انقسام الخلية. الأدلة التجريبية تبين أن التيلوميرات الموجود في الحمض النووي للخلية يتناقص طوله مع كل انقسام جديد للخلايا.
مفهوم حد هايفليك قدمه عالم التشريح الأمريكي ليونارد هايفليك في عام 1961 في معهد ويستار في فيلادلفيا، بنسلفانيا. هايفليك وضح أن الخلايا في الجنين البشري الطبيعي في مزرعة الخلايا سوف تنقسم ما بين 40 و60 مرة، ثم تدخل الخلايا مرحلة الشيخوخة. مما يدحض ادعاء الحائز على جائزة نوبل ألكسيس كاريل أن الخلايا العادية خالدة.
كل انقسام خلوي يقصر قليلا من التيلوميرات في الحمض النووي بالخلية. تقيرر التيلومير في البشر في نهاية المطاف يجعل انقسام الخلايا مستحيل، وهذه الشيخوخة في الخلايا يبدو أنها ترتبط بشيخوخة جسم الإنسان.
الأسترالي الحائز على جائزة نوبل السير ماكفارلين بيرنت صاغ الاسم «حد هايفليك» في كتابه وري ةةا لطفرات: مقاربة جينية للشيخوخة التي نشرت في عام 1974.

## التاريخ

### الاعتقاد بخلود الخلايا
ما قبل اكتشاف حد هايفليك، كان يعتقد أن خلايا الفقاريات تمتلك قدرات غير محدودة لتكرار نفسها. ألكسيس كاريل، الجراح الحائز على جائزة نوبل قد ذكر «أن جميع الخلايا المزروعة في مزرعة الخلايا هي خالدة وأن عدم وجود انقسام خلايا مستمر بسبب الجهل في الكيفية المثلى لزراعة الخلايا». وهو يدعم هذه الفرضية من خلال الزعم أنه قام بزراعة خلايا الليفية من  قلوب الدجاج وحافظت هذه الخلايا على النمو لمدة 34 عاما. وهذا يدل على أن خلايا الفقاريات يمكن أن تستمر في الانقسام إلى أجل غير مسمى. غير أن علماء آخرين لم يتمكنوا من تكرار نتيجة كاريل.

### التجربة والاكتشاف
الدكتور ليونارد هايفليك ساورته الشكوك حول نظرية كاريل بينما كان يعمل في مختبر في معهد ويستار. بينما كان يعد خلايا إنسان طبيعي لاستخراج خلايا الان احظ احلخلايا الطبيعية قد توقفت عن التكاثر. في البداية كان يعتقد أنه ارتكب خطأ فني في إعداد التجربة، ولكن في وقت لاحق بدأ يفكر أن عملية انقسام الخلية لها آلية عددية. بالعمل مع بول مورهيد عالم الوراثة الخلوية صمم هايفليك تجربة لاختبار نظرية كاريل لانقسام الخلية.
التجربة سارت على النحو التالي قام هايفليك ومورهيد باعداد عينة وخلط أعداد متساوية من الخلايا الليفية لإنسان ذكر التي انقسمت لعدد كثير من المرات (الخلايا في الجيل الاربعون من الانقسام) مع الخلايا الليفية لأنثى انقسمت لمرات قليلة فقط (الخلايا في الجيل العاشر من الانقسام)، العينات غير المختلطة تم ابقائها تحت السيطرة. عندما تتوقف الخلايا الذكرية عن الانقسام في العينة غير المختلطة، تم فحص العينة المختلطة وأظهرت فقط خلايا إنثوية، وهذا يبين أن الخلايا الذكرية تذكرت أنها متقدمة بالعمر، حتى عندما كانت محاطة بخلايا شابة وأن الأخطاء التقنية أو الفيروسات الملوثة هي تفسيرات عير صحيحة عن سبب وفاة عنصر الخلية الذكرية فقط. وأن توقف الخلايا عن الانقسام ووصولها لمرحلة الشيخوخة يستند بشكل بحت على عدد المرات التي انقسمت فيها الخلية.
هذه النتائج دحضت نظرية كاريل عن خلود الخلايا وأنشأ ماعرف بحد هايفليك كنظرية بيولوجية ذات مصداقية، وعلى عكس تجربة كاريل فتجربة هايفليك تم تكرارها من قبل علماء آخرين.[بحاجة لمصدر]

## طول التيلومير

الخلية العادية تنقسم مابين 50-70 مرة قبل موت الخلية. في كل مرك تنقسم الخلية التيلوميرات في نهاية الكروموسوم يصبح أصغر. نظرية حد هايفليك ترجع إلى قصر التيلوميرات مع كل إنقسام، التيلوميرات في نهاية المطاف لن تصبح موجودة على الكروموسوم. هذه المرحلة النهائية هي مايعرف بالشيخوخة ويثبت المفهوم الذي يربط بين تدهور التيلوميرات والشيخوخة.

حد هايفليك قد وجد متوافق ومتطابق مع طول التيلومير (المنطقة في نهاية السلسلة من الحمض النووي) أثناء عملية نسخ الحمض النووي، شرائح صغيرة من الحمض النووي في نهاية كل سلسلة تسمى (التيلوميرات) غير قادرة على نسخ نفسها بعد كل عملية نسخ للحمض النووي. التيلومير منطقة من الحمض النووي لاترمز لأي بروتين، بل هو مجرد رمز مكرر في نهاية الحمض النووي. بعد العديد من الانقسامات ينضب التيلوميرات وتبدأ الخلية بالموت. هذه الآلية هي مايمنع الاخطاء التي قد تسبب طفرات في الحمض النووي. بمجرد أن ينضب التيلوميرات، عن طريق العديد من الانقسامات ولا يكون بمقدورها الانقسام هنا تصل الخلية إلى حد هايفليك.